# Жайалаган
Жайалаган (каз. Жайалған) — озеро в Костанайском и Аулиекольском районах Костанайской области Казахстана. Находится в 4 км к юго-западу от села Семеновка.
По данным топографической съёмки 1957 года, площадь поверхности озера составляет 1,84 км². Наибольшая длина озера — 2,1 км, наибольшая ширина — 1,2 км. Длина береговой линии составляет 6,3 км, развитие береговой линии — 1,3. Озеро расположено на высоте 203 м над уровнем моря.